# Paula Losada
Paula Losada Alié (Barcelona, 7 de diciembre de 1999) es una actriz y bailarina española.

## Biografía
Paula Losada nació el 7 de diciembre de 1999 en Barcelona, en la comunidad de Cataluña (España), desde temprana edad mostró inclinación por la danza y más tarde también comenzó a interesarse en la actuación y otros en español y catalán, domina el inglés.

## Carrera

### Educación
Paula Losada, a los ocho años, emprendió estudios de danza en la escuela de su barrio y posteriormente, a los trece años, ingresó en la Corella Dance Academy, donde se especializó en ballet clásico. Tras pasar cinco años de su vida en esta última academia, quiso completar su formación, por lo que viajó a Italia y Londres para seguir evolucionando, permitiéndole experimentar con otro tipo de danza como la contemporánea o la experimental. Aunque su carrera como bailarina fue muy prometedora, después de interesarse por la actuación, se embarcó en sus estudios y unos años más tarde obtuvo su título.

### Carrera de actuación
En 2022 comenzó su carrera como actriz con el papel de Aurora Ruiz en la película Las niñas de cristal dirigida por Jota Linares. En el mismo año actuó como bailarina en el cortometraje Saphi dirigido por J. Cano Larumbe e hizo el papel de Gabrielle en el cortometraje Flechas dirigido por Imanol Ruiz de Lara y protagonizó el cortometraje Magnolia dirigido por Sebastian Gerezc.
En 2022 protagonizó la película El balneari dirigida por Eloi Román y Max Sorribas. Al año siguiente, en 2023, fue elegida por TVE para interpretar el papel de Jimena de los Infantes en la telenovela emitida en La 1 La promesa, junto a actores como Ana Garcés, Eva Martín, Manuel Regueiro y Arturo Sancho.

## Filmografía

### Cine
| Año  | Título               | Personaje   | Director                  |
| ---- | -------------------- | ----------- | ------------------------- |
| 2022 | Las niñas de cristal | Aurora Ruiz | Jota Linares              |
| 2022 | El balneari          |             | Eloi Román y Max Sorribas |

### Televisión
| Año         | Título     | Personaje              | Cadena | Notas         |
| ----------- | ---------- | ---------------------- | ------ | ------------- |
| 2023 - 2024 | La Promesa | Jimena de los Infantes | La 1   | 277 episodios |

### Cortometrajes
| Año  | Título   | Personaje | Director            |
| ---- | -------- | --------- | ------------------- |
| 2022 | Saphi    | Dancer    | J. Cano Larumbe     |
| 2022 | Flechas  | Gabrielle | Imanol Ruiz de Lara |
| 2022 | Magnolia |           | Sebastian Gerezc    |